# 1598
1598 (MDXCVIII) var ett normalår som började en torsdag i den gregorianska kalendern och ett normalår som började en söndag i den julianska kalendern.

## Händelser

### Januari
- 21 januari – Änkedrottning Gunilla Johansdotter (Bielke af Åkerö) begravs i Uppsala domkyrka.

### April
- 13 april – Henrik IV av Frankrike utfärdar Ediktet i Nantes.

### Juli
- 30 juli – Sigismund återvänder till Sverige vid Kalmar.

### Augusti
- 1 augusti – Sigismund erövrar Kalmar. Genom sändebud lyckas han också vinna stöd av Stockholms borgerskap.

### September
- 8 september – Sigismund besegrar hertig Karl (IX) i slaget vid Stegeborg.
- 10 september – Stillestånd mellan Sigismund och hertig Karl sluts i Mem.
- 25 september – Sigismunds trupper besegras av hertig Karls anhängare i slaget vid Stångebro, varefter ett stillestånd sluts. Detta får till följd att Sigismund förlorar den svenska kronan och hertig Karl övertar ledningen av Sverige. [1]

### Oktober
- Oktober – En överenskommelse mellan de båda parterna sluts i Linköping. Sigismund skall skicka hem sin armé, men själv stanna i Sverige, så att hans rådsherrar kan dömas. Sigismund tar emellertid inga risker utan återvänder till Polen.

### Okänt datum
- Sverige drabbas återigen av missväxt.

## Födda
- 9 april – Johann Crüger, tysk tonsättare och kantor.
- 11 april – Mary Bankes, engelsk krigshjältinna.
- 17 april – Giovanni Battista Riccioli, italiensk astronom.
- 23 maj – Claude Mellan, fransk gravör och målare.
- 6 juli – Kirsten Munk, dansk och norsk regentgemål 1615–1629, gift morganatiskt med Kristian IV.
- 31 juli – Alessandro Algardi, italiensk barockskulptör.
- 7 augusti – Georg Stiernhielm, svensk skald, kallad "den svenska skaldekonstens fader".
- 27 oktober – Laurentius Stigzelius, teolog, svensk ärkebiskop 1670–1676.
- 7 november – Francisco de Zurbarán, spansk konstnär.
- 7 december – Giovanni Lorenzo Bernini, italiensk skulptör, arkitekt och målare.
- Elizabeth Bourchier, engelsk lordprotektorgemål 1653–1658 (gift med Oliver Cromwell)
- Baldassare Longhena, italiensk barockarkitekt.

## Avlidna
- 1 februari – Scipione Pulzone, italiensk målare.
- 10 februari – Anna av Österrike, drottning av Polen och Sverige sedan 1592, gift med Sigismund.
- 3 maj – Anna Guarini, italiensk musiker.
- 13 september – Filip II, engelsk prinsgemål 1554–1558 (gift med Maria I), kung av Spanien sedan 1556 och av Portugal sedan 1580
- 16 december – Yi Sun-shin, koreansk amiral.

### Fotnoter
1. ↑  Det hände i dag